# Karl Kraft
Karl Josef Kraft (* 9. Februar 1903 in München-Sendling; † 6. Februar 1978 in Augsburg) war ein deutscher Organist und Komponist.

## Leben

### Familie
Karl Kraft stammte aus einer oberbayerischen, katholischen Familie. Die Familie der Mutter Franziska Kraft geb. Pachmayr hatte in München den gleichnamigen Getränkekonzern gegründet und war seit Generationen in der Ammerseeregion ansässig. Der Großvater mütterlicherseits war in Breitbrunn am Ammersee Lehrer, Chorregent und Organist. Der Vater Karl Kraft (1875–1919) war Feinmechaniker. Die Mutter heiratete nach seinem Tod dessen Bruder Joseph Kraft. Die zweite Ehe blieb kinderlos. Kraft hatte eine Schwester Babette und einen Bruder Josef. Dieser baute in München die bis heute existierende Firmengruppe Kraft Baustoffe auf.
Der junge Karl Kraft erhielt Unterricht in Klavier, Violine, Cello und später auch Orgel. Laut seinem ersten Biographen Ernst-Fritz Schmid legte man ihm den Lehrerberuf nahe, den bereits sein Großvater ausgeübt hatte. Eine Laufbahn als Organist und Komponist entsprach dem bürgerlichen Lebensentwurf der Familie nicht, wurde ihm aber auf eigenen Wunsch ermöglicht.
Krafts Haltung zu Autoritäten (staatliche und kirchliche Hierarchie), sein satirischer Humor und der Kritikstil, den er schriftlich und mündlich pflegte, haben Anlass zu der Vermutung gegeben, dass auch in seinem Elternhaus eine gewisse regionaltypische obrigkeitsskeptische geistige Haltung geherrscht haben könnte, wie sie in der Tradition des Derbleck’n zum Ausdruck kommt.

### Ausbildung
Kraft besuchte in München die Oberrealschule und studierte (ohne Hochschulreife, aber wohl mit Sonderbegabtenstatus) von 1919 bis 1922 Cello und Orgel an der Akademie der Tonkunst in München. Größere Bedeutung kommt seinen privaten Kompositionsstudien bei Gottfried Rüdinger, einem Schüler Max Regers, zu. Kraft wurde ab 1920 sein Privatschüler. Ein wichtiger Förderer wurde in diesen Münchner Jahren auch der Priester, Musiker und Chef des katholischen Volksvereinsverlags Johannes Hatzfeld. Er ermutigte Kraft zu seinen ersten Kompositionen, von denen viele in seinem Verlag ediert wurden.

### Beruf
Im Januar 1923 wurde die Stelle des Domorganisten an der Augsburger Marienkathedrale ausgeschrieben. Kraft bewarb sich und setzte sich gegen zwei Mitbewerber durch. Er sollte die Stellung mit einer Unterbrechung über 50 Jahre lang beibehalten. 1925 kündigte Kraft nach anhaltenden Differenzen mit dem geistlichen Domkapellmeister Cassian Reiser wohl im Affekt seine Stellung, ohne eine andere Arbeitsstelle in Aussicht zu haben. Das Domkapitel stellte daraufhin den Komponisten und späteren Konservatoriumsdirektor Arthur Piechler als Domorganist ein.
Kraft erhielt eine Berufung als Organist an die Liebfrauenkirche in Dortmund, er aber lehnte ab. Schließlich bat er im Oktober 1925 darum, sein Amt als Domorganist in Augsburg wieder aufnehmen zu dürfen, was ihm gewährt wurde, da Piechler nach wenigen Monaten Tätigkeit einer Berufung an das Leopold-Mozart-Konservatorium gefolgt war. Von Oktober 1925 bis Dezember 1976 blieb Kraft ohne Unterbrechung Domorganist in Augsburg.

### Nebentätigkeiten, wirtschaftliche Stellung
Die Domorganisten in Augsburg sind seit dem Augsburger Interim mit wenigen Lücken dokumentiert. Während sich bis 1865 unter den Inhabern des Amtes etliche Personen finden, die der musikwissenschaftlichen Historiographie aufgrund ihrer Bedeutung als Komponisten, Interpreten oder in einem Fall auch als Orgelbauer erwähnenswert scheinen (Jacobus de Kerle, Eusebius Amerbach, Johann Michael Demmler, Karl Kempter), muss es in der zweiten Hälfte des 19. Jahrhunderts zu einer Phase des Niedergangs gekommen sein. Die Fluktuation wurde höher, die Qualifikation der Amtsinhaber und ihre Bezahlung nahm ab, die Quellenlage wird schlechter und die Betreffenden scheinen der Position keine besondere Bedeutung beigemessen zu haben. In dieser Phase wurde es üblich, den Domorganisten zusätzlich als Kanzlist oder Ordinariatsschreiber im Bischöflichen Ordinariat zu beschäftigen, um dadurch seine Bezüge aufzubessern.
Auch Kraft, mit dessen Amtsantritt der Niedergang als beendet gelten kann, übernahm diese Nebentätigkeit 1923, beklagte sich aber bald mit schriftlichen Eingaben, dass sie ihn vom Üben abhalte, und ersuchte um Trennung des Organisten- vom Kanzleidienst. Dem Ersuchen wurde stattgegeben; allerdings halbierten sich dadurch seine Bezüge auf 567 RM pro Jahr. Seine Existenz sicherte Kraft durch Tantiemen aus der Aufführung seiner Werke und Einkünfte aus dem Notenverkauf. Außerdem erteilte er verschiedentlich Musikunterricht im Noviziat und im Internat der Franziskanerinnen von Maria Stern, am Gymnasium St. Stephan sowie an der Handelsschule, nach anderen Quellen hatte er zeitweise auch einen Lehrauftrag am Leopold-Mozart-Konservatorium inne. Dennoch lebte er lange am Rande des Existenzminimums und war auf Zuwendungen von Gönnern, befreundeten Familien und kirchlichen Wohltätern wie dem benachbarten Kloster St. Elisabeth am Dom angewiesen, von dessen Küche er zum Beispiel regelmäßig verköstigt wurde. Nach Kriegsende besserte sich seine wirtschaftliche Lage zusehends durch die Anpassung der kirchlichen Anstellungsverhältnisse an die Normen des öffentlichen Dienstes. Nun bezog er ein Gehalt, das er als Junggeselle und angesichts seiner bescheidenen Lebensweise nicht annähernd verbrauchte. In den Nachkriegsjahrzehnten engagierte sich Kraft daher selbst oft als Wohltäter für in Not geratene Personen und Familien aus seinem Umfeld.

### Künstlerische Zusammenarbeit
Zwischen 1920 und 1921 wurde Kraft durch Gottfried Rüdinger dem Dichter Ludwig Thoma vorgestellt, den sie mehrmals gemeinsam in seinem Haus am Tegernsee besuchten. Thoma legte dem jungen Musiker sein Versepos Heilige Nacht vor mit der Bitte, es zu vertonen. Kraft komponierte daraus in mehreren Versionen Heilige Nacht – die 5 Gesänge zur Weihnachtslegende.
In Augsburg gehörte Kraft einer losen Vereinigung an, die unter dem Namen Augsburger Künstlerkreis bekannt war. Weitere Mitglieder waren in wechselnder Zusammensetzung:
- Karl Erhard; Schüler Krafts, später selbst Kompositionslehrer am Leopold-Mozart-Konservatorium
- Eugen Nerdinger; Graphiker
- Walter Klaß; Tänzer am Augsburger Ballett
- Annemarie Stahl; Tänzerin am Augsburger Ballett
- Josef Kunstmann; Dichter, Bildender Künstler, Priester

Durch den Künstlerkreis kam Kraft 1948 auch mit der Ausdruckstänzerin Dore Hoyer in Kontakt, die in dieser Zeit am Augsburger Theater gastierte und sich von Kunstmann Masken anfertigen ließ. Hoyer wählte Kammermusik von Kraft für ihre Tanzperformances aus und Kraft soll für sie auch Auftragskompositionen angefertigt haben, die aber nicht erhalten sind.
Liselotte Subklew, Gründerin der gleichnamigen Ballettschule in Augsburg schrieb in den 1940er Jahren das Text- und Choreographiebuch für Krafts aus zwei Märchenhandlungen bestehende Tanzpantomime Der Schweinehirt und Die Prinzessin auf der Erbse.

### Politische Positionen
Über den jungen Kraft wurde von Zeitzeugen berichtet, er habe eine „bayerisch-konservative“ Einstellung vertreten und sei während der Weimarer Republik am ehesten zur Anhängerschaft der BVP zu rechnen gewesen. Eine solche Einstellung, die Katholizismus, auf Bayern bezogenen Patriotismus, Königstreue und auch eine gewisse Republikskepsis beinhalten kann, spiegelt sich auch in einigen seiner Kompositionen wider (zum Beispiel Patrona Bavariae KWV 161). Während des „Dritten Reiches“ soll Kraft sich Zeitzeugen zufolge mit satirischem Humor von der NS-Ideologie distanziert haben. Nicht ganz im Einklang mit diesem Bericht steht jedoch die Tatsache, dass er in acht einzelnen Fällen Texte vertonte, die dem Nationalsozialismus nahestehen oder aus seinem Gedankengut stammen. Möglicherweise handelt es sich um Gefälligkeitsadressen. Mitglied einer Partei oder einer politischen Organisation war Kraft nach allen vorliegenden Quellen nie. Als Komponist gehörte er allerdings der Reichskulturkammer an, deren Reichsführer Richard Strauss er für seine Kompositionen bewunderte. In diesem Zusammenhang ist wohl die Tatsache zu sehen, dass er seinen Mitgliedsausweis, der von Strauss persönlich unterschrieben war, bis zum eigenen Lebensende im Geldbeutel bei sich trug. Nach dem Kriegsende 1945 hat sich Kraft kompositorisch nie wieder mit politisch motivierten Texten befasst. In dieser Lebensphase entwickelte er sich allem Anschein nach in die Richtung des Klischees vom politisch desinteressierten Künstler, als der er, wenn auch nicht insgesamt zutreffend, in der Erinnerung seiner Zeitzeugen geblieben ist.

### Religiöse Positionen
Verhaftung an Glaube und Liturgie der katholischen Kirche war für Kraft die wesentliche Grundeinstellung, die sein Denken und künstlerisches Schaffen prägte. Während seine Haltung zur weltlichen Politik von der Positionierung in seiner Jugend über die oben genannten Kompromisse in der Zeit des „Dritten Reiches“ bis zum politischen Desinteresse in seinen Altersjahren zusehends an Schärfe verloren, ist über seine Haltung zur Liturgie der Kirche und die damit verbundene Kirchenpolitik das Gegenteil festzustellen:
In jungen Jahren gehörte Kraft dem geistigen Umfeld der katholischen Jugendbewegung um Romano Guardini an, vertrat Reformanliegen für die Liturgie und fertigte Modellkompositionen für eine reformierte Liturgie an. Seine ungebrochene Treue zur Kirche und ihrer überlieferten Liturgie, die von vielen Zeitzeugen betont wird, war also in diesen Jahren durch eine gewisse Kompromissbereitschaft bezüglich der Gestalt dieser Liturgie gefärbt. Als sich in der Folge des II. Vatikanischen Konzils eine weitreichende Liturgiereform abzeichnete, stellte sich Kraft deren Anforderungen erneut, befasste sich mit den Texten der neuen deutschen Proprien und entwickelte ein Modell für die 1-bis 4-stimmige Rezitierweise dieser Texte, die er für die Sonn-, Fest- und Gedenktage eines gesamten Kirchenjahres ausarbeitete. Nach dem Abschluss der Reform, als die neue „ordentliche Form der Heiligen Messe“ 1969 verbindlich wurde, war Kraft hingegen vom Ergebnis der Reform und ihren Folgen für die gottesdienstliche Praxis enttäuscht. Nun ging er in mündlichen Äußerungen, Korrespondenzen und Glossen schonungslos ins Gericht mit den postkonziliaren Erscheinungen sakraler Kunst, die er der Lehre der Kirche im Allgemeinen und dem Mysterium der Heiligen Messe im Besonderen für nicht angemessen hielt.

### Alter und Tod
Als Kraft Ende der 1960er Jahre das Eintrittsalter für die Regelaltersrente erreichte, war er für die Musik am Dom bereits zu einer Grauen Eminenz geworden, die man nicht leicht für ersetzbar hielt. Das Domkapitel war nicht daran interessiert, eine so weithin geachtete Künstlerpersönlichkeit zur Pensionierung zu drängen. Auch Kraft selbst hatte im Hinblick auf die Belange der Kirchenmusik ein enormes Berufungsverständnis entwickelt, das ihn lange davon abhielt, um seine Versetzung in den Ruhestand zu bitten. Etwa bei der Erstellung des neuen Einheitsgesangbuches Gotteslob oder auch bei der damals geplanten Erweiterung der Orgeln im Dom legte er größte Wert darauf, gehört zu werden. Nach einem Unfall mit Kreuzbandrissen im April 1972 war er körperlich eingeschränkt, versah seinen Dienst aber weiter. Aus dieser Zeit wird berichtet, Kraft habe nun einen Improvisationsstil entwickelt, bei dem das Pedal nur noch für lang ausgehaltene Orgelpunkte benutzt wurde und die wesentlichen harmonischen Bewegungen im Manual stattfanden. 1977 hatte sich sein Gesundheitszustand jedoch so verschlechtert, dass er zum Ende des Jahres um Enthebung von seinem Posten bitten musste. Seine Anliegen etwa für die Instrumente im Dom betrieb er auch danach in umfangreichen Korrespondenzen mit den Entscheidungsträgern weiter.
Am 6. Februar 1978 starb Karl Kraft in der damaligen St. Barbara Klinik in Augsburg. Er wurde unter großer öffentlicher Anteilnahme auf dem Münchner Waldfriedhof (Alter Teil, Feld 123, Reihe 2, Grab 50) im Grab seiner Eltern bestattet. Das Grabdenkmal wurde mithilfe einer Spendenaktion durch die Karl-Kraft-Gesellschaft rekonstruiert und 2019 im Rahmen einer Feierstunde mit Musik von Karl Kraft neu eingeweiht. Ein dort angebrachter QR-Code verweist auf die einschlägigen Lexikon-Inhalte.

## Kompositionstätigkeit
Kraft hinterließ ein kompositorisches Erbe von knapp 1000 Werken verschiedener Gattungen. Darunter hauptsächlich geistliche Vokalwerke aber auch Instrumentalstücke, Kammermusik, weltliche Liederzyklen und Bühnenmusik. Beginnend mit dem Liederzyklus Altdeutsche Minnelieder (1920) zählte Kraft seine Opera chronologisch. Spätestens Ende der 1940er Jahre war diese Zählung jedoch äußerst unzuverlässig geworden, da Kraft auch Werke, die nicht für die Öffentlichkeit bestimmt waren, in seine Opuszählung einreihte, seine Verlage aber davon nichts wussten und die Zählung ohne diese Werke fortsetzten. Es kam zu mehrfacher Verwendung einer Opuszahl für verschiedene Werke die spätere Umnummerierung oder Unterteilung in a, b, c usw. notwendig machten. Zwischendurch gab Kraft die Nummerierung daher auf, begann sie aber später wieder. Bei der Neuordnung seines Nachlasses zwischen 2009 und 2015 wurde daher mit dem Kraft-Werkverzeichnis (KWV) auch ein neues Verzeichnis nach Kategorien angelegt, das beliebig erweitert werden kann, wenn bisher unbekannte Stücke auftauchen sollten. Bis heute gilt es als das erste umfassende Werkverzeichnis Krafts.

### Werke (Auswahl)
- Missa Majestas Domini (1934) für 6-stimmigen Chor a-capella, KWV 23; Musikverlag Schwann Düsseldorf
- Messe in Es (1953) „für vierstimmigen Gemischten Chor a capella op.64“, KWV 18; Musikverlag Schwann Düsseldorf
- Missa Psallite Deo (1955), KWV 547; Böhm & Sohn Augsburg
- Missa Cantate Domino (1957) KWV 546; Böhm & Sohn Augsburg
- Missa Tui sunt coeli (1955); KWV 24; Coppenrath Altötting
- Messe in As (Entstehungszeit unbekannt) für 8-stimmigen Chor a-capella, KWV 14; Autograph, Druckfassung nicht erhalten
- St.-Simpertus-Messe (1978) für Chor und Orgel, KWV 579; Böhm & Sohn Augsburg
- Sechs Gesänge nach Texten von Angelus Silesius (1928), KWV 213; Musikverlag Schwann Düsseldorf, Böhm & Sohn Augsburg
- Ein Skizzenbüchlein (1923) für Klavier, KWV 854; Volksvereinsverlag Mönchengladbach
- Die Gestrampften 12 Ländler für Klavier zu 4 Händen (1927), KWV 852; Volksvereinsverlag Mönchengladbach
- 6 Concerti breve (1941/1942) für Orchester und Soloinstrumente, KWV 846, 847, 880, 863, 881, 882; verschiedene Editionen
- Präludium, Chaconne und Fuge in d-moll (1932) für Orgel, KWV 819; Autograph, Druckfassung nicht erhalten
- Einleitung, Passacaglia und Doppelfuge in h-moll (1924) für Orgel, KWV 816; Volksvereinsverlag Mönchengladbach
- Tanzpantomime Der Schweinehirt und Die Prinzessin auf der Erbse (Entstehungszeit unbekannt, uraufgeführt 1947 in der Komödie des Augsburger Theaters), KWV 906; Autograph, Druckfassung nicht erhalten
- O Traurigkeit, o Herzeleid; Kantate für Chor, Orgel und zwei Violinen. Erschienen als Heft 31 der Sammlung „Musica orans“, Volksvereinsverlag Mönchengladbach[25]

Quelle:

## Stil
Krafts künstlerische Intention war weniger die plakative Darstellung von Inhalten durch Musik als vielmehr die tiefe Reflexion von Text, Thematik und Atmosphäre. Eine besondere Rolle spielt auch seine Begeisterung für klangliche Wirkung und Effekte, die häufig den Ausschlag für bestimmte Besetzungsentscheidungen gab.
Seine musikalischen Mittel folgen keiner profilierten Systematik. Er nutzt Ausdrucksmittel, die schon früher existierten, setzt sie aber selektiv ein, verfremdet sie und wandelt sie ab, um dem jeweiligen Inhalt zum Ausdruck zu verhelfen. Dennoch gibt es bestimmte typische Merkmale, wie die modalen Grundtonarten als harmonische Folie, verschiedene Verfremdungseffekte der Harmonik (Hinzufügung von Quarten, Sexten und Septen, Sekundreibungen, Changieren zwischen Dur und Moll), meist deklamatorische Melodik, Schwerpunktverlagerungen der Rhythmik und häufiger Eindruck eines spontanen Verlaufs aller musikalischen Parameter im Dienste des inhaltlichen Ausdrucks.
Der Salzburger Hochschulprofessor Josef Friedrich Doppelbauer bezeichnete Kraft in einer Laudatio 1977 aufgrund von dessen reflektierter Arbeitsweise in Anlehnung an Adalbert Stifter als einen „Stillen im Lande“. 2015 erschien in einer musikwissenschaftlichen Dissertation über Karl Kraft erstmals der Begriff „Freier Reflektismus“ für dessen musikalischen Stil.

## Ehrungen
- 1973: Päpstlicher Silvesterorden[30]
- 1977: Orlando-di-Lasso-Medaille[31]
- 1977 regte das Regierungspräsidium von Schwaben bei Bundespräsident Walter Scheel eine Verleihung des Bundesverdienstkreuzes für  Kraft an. Im Dezember 1977 wurde dem Vorschlag zugestimmt. Die für 1978 geplante Verleihung erlebte Kraft nicht mehr.[32]
- Die Gemeinde Leitershofen (Stadtteil von Stadtbergen bei Augsburg), wo Kraft ein Gartengrundstück besessen hatte, das er zeitweise bewohnte, benannte nach seinem Tod eine Straße ihm zu Ehren in „Karl-Kraft-Straße“ um.[33][34]

## Karl-Kraft-Gesellschaft
Da Kraft ebenso wie seine Geschwister ohne Nachkommen starb, wurde sein Nachlass nie systematisch verwaltet. Auch die Grabstelle auf dem Münchner Waldfriedhof verwahrloste zunehmend und es fanden keine Maßnahmen statt, um sein Werk oder sein Andenken im Bewusstsein zu halten. Aus diesem Grund hat sich 2014 im Umfeld der Augsburger Dommusik der gemeinnützige Verein „Karl-Kraft-Gesellschaft e. V.“ gegründet, der es sich zur Aufgabe gemacht hat, Musik und Person Krafts durch Interpretation, Edition und historiographische Aufarbeitung bekannt zu halten und weiter bekannt zu machen.